# Schaddel
Schaddel ist ein zur Ortschaft Großbothen der Großen Kreisstadt Grimma gehöriges Dorf im Landkreis Leipzig in Sachsen. Es wurde am 1. Juli 1950 nach Großbothen eingemeindet, dessen fünf nördliche Ortsteile am 1. Januar 2011 zur Stadt Grimma kamen. Seitdem bildet Schaddel mit Großboten und Kleinbothen die Ortschaft Großbothen.

## Geographie

### Geographische Lage und Verkehr

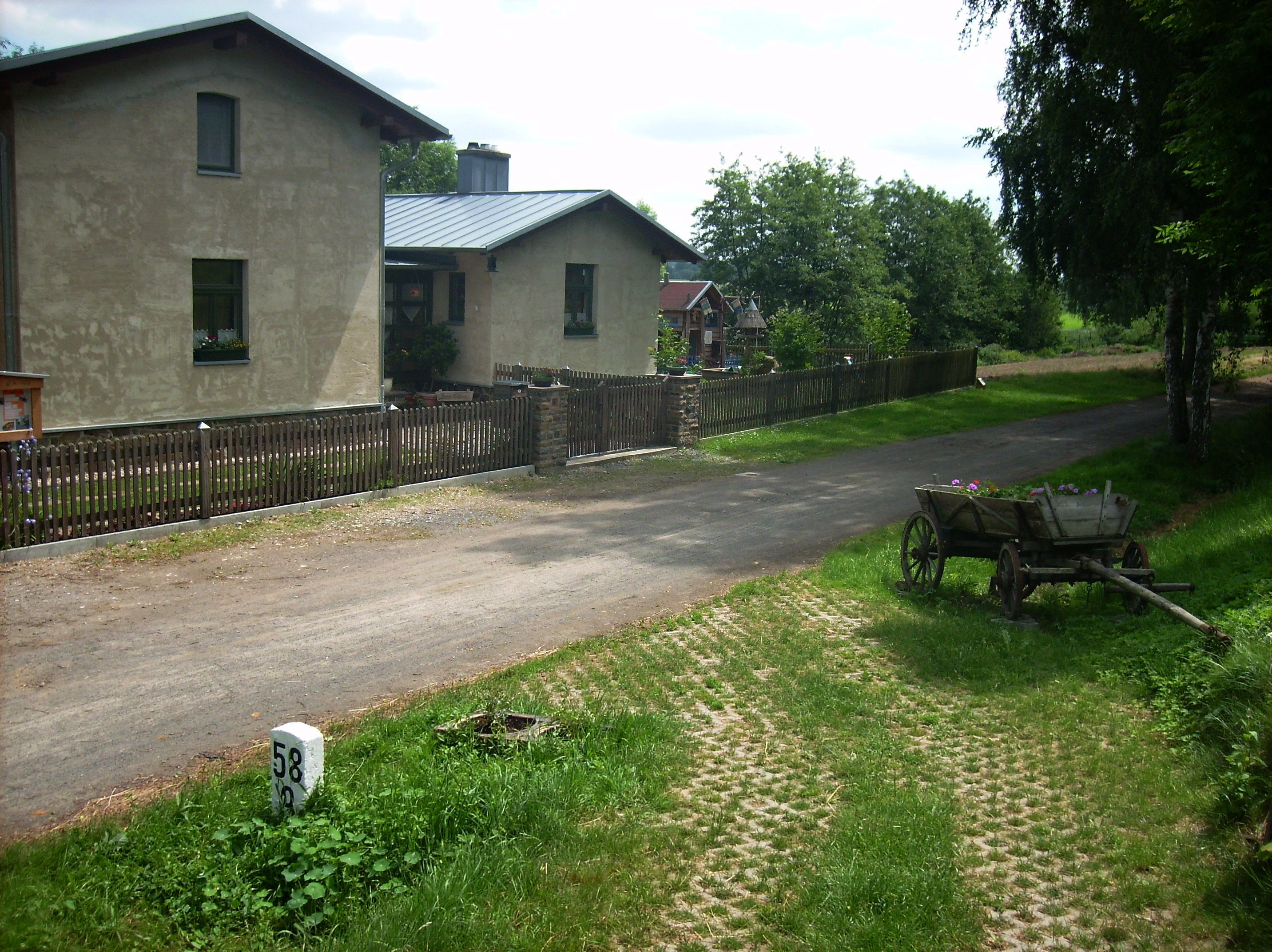
Ehemalige Trasse der Muldentalbahn in Schaddel

Schaddel befindet sich am Westufer der Mulde zwischen Grimma im Norden und Großbothen im Süden. Der durch den Ort fließende Schaddelgraben mündet nördlich des Orts in die Mulde. Nordwestlich von Schaddel befindet sich das Klosterholz.
Westlich von Schaddel verläuft die Bundesstraße 107. Zwischen 1877 und 1945 verlief durch Schaddel die Trasse der Bahnstrecke Glauchau–Wurzen (Muldentalbahn). Sie ist heute zum Muldentalbahn-Radweg umfunktioniert.

### Nachbarorte
| Waldbardau | Nimbschen (zu Grimma)                       | Höfgen      |
| Großbardau | Kompassrose, die auf Nachbargemeinden zeigt |             |
|            | Großbothen                                  | Kleinbothen |

## Geschichte
Erste Siedlungsspuren auf dem Gebiet von Schaddel finden sich bereits im 8./9. Jahrhundert. Zu dieser Zeit existierte vermutlich der Große Schaddelwall, eine slawische Ringburg, nordwestlich des heutigen Orts über der Mulde. Er bestand aus einer Vor- und einer Hauptburg. Vermutlich wurde nach der Aufgabe des Großen Schaddelwalls ein Stück weiter südöstlich im 9./10. Jahrhundert der Kleine Schaddelwall angelegt. Bei diesem handelte es sich um eine Spornburg über der Mulde.
Das Zeilendorf Schaddel wurde erstmals urkundlich im Jahre 1297 als
Schadolawe und im Jahr 1300 als Schadelowe genannt. Die Erwähnung eines Theodericus dictus de Schadelo deutet darauf hin, dass Schaddel im Jahr 1306 ein Herrensitz war. Nachdem Schaddel im Spätmittelalter wüst gefallen war, wurde der Ort im Jahr 1529 als der Schadel neu angelegt, was auch die Bezeichnung Schadel, Das naue dorff der Schadel genant um 1535 belegt. Weitere Nennungen waren 1542 Schadelau und 1791 Schadel. Seit 1525 ist die Existenz der Schaddelmühle belegt. Sie gehörte vermutlich als Grangie zum Zisterzienserinnen-Kloster Nimbschen. Infolge der Einführung der Reformation und der Säkularisation wurde das Kloster Nimbschen als geistliches Institut im Jahr 1536 aufgelöst. Anschließend wurde der Wirtschaftsbetrieb und die dazugehörigen Besitzungen vorerst von dem Klosterverwalter fortgeführt, bis im Jahr 1542 der Kurfürst Johann Friedrich von Sachsen (1525–1554) das Klostergut verpachtete. Als Teil des einstigen Besitzes des säkularisierten Klosters Nimbschen bildete Schaddel zwischen 1550 und 1856 ein Amtsdorf des kurfürstlich-sächsischen bzw. königlich-sächsischen Schulamts Grimma, welches für die Verwaltung des Besitzes und der wirtschaftlichen Unterhaltung der Fürstenschule Grimma zuständig war. Das Schulamt Grimma wurde ab 1829 schrittweise mit dem Erbamt Grimma zusammengeführt. Kirchlich gehört Schaddel seit jeher zu Großbothen. Nach dem Verfall der Schaddelmühle erfolgte vermutlich um 1860 ein Wiederaufbau.
Bei den im 19. Jahrhundert im Königreich Sachsen durchgeführten Verwaltungsreformen wurden die Ämter aufgelöst. Dadurch kam Schaddel im Jahr 1856 unter die Verwaltung des Gerichtsamts Grimma und 1875 an die neu gegründete Amtshauptmannschaft Grimma. Seit 1875 gehörte der Nachbarort Nimbschen bezüglich der kommunalen Verwaltung zu Schaddel. Am 30. Juni 1877 erfolgte die Eröffnung des Teilstücks Großbothen–Wurzen der Bahnstrecke Glauchau–Wurzen (Muldentalbahn) über Schaddeler und Nimbschener Flur. An dieser eröffnete am 20. Juni 1882 der Haltepunkt Nimbschen, an welchen der am anderen Muldenufer gelegene Ort Höfgen durch eine Seilfähre angebunden war. Infolge der kriegsbedingten Zerstörung der Grimmaer Rabensteinbrücke am 15. April 1945 war die Bahnstrecke seitdem zwischen Großbothen und Grimma unt Bf unterbrochen. Der Oberbau wurde zwischen diesen Bahnhöfen als Reparationsleistung abgebaut. Trotz Reparatur der Brücke war es wegen Materialmangels nicht mehr möglich, das Streckengleis wieder aufzubauen, wodurch auch der Haltepunkt Nimbschen nicht mehr bedient werden konnte und aufgelassen wurde. In Schaddel blieb bis heute ein Bahnwärterhaus an der zum Muldentalbahn-Radweg umfunktionierten Trasse erhalten.
Der Ortsteil Nimbschen, welcher aus der einstigen Klosteranlage und einer Siedlung am Klosterholz besteht, wurde am 11. Dezember 1948 von Schaddel nach Grimma umgegliedert. Im folgenden Jahr erfolgte am 1. Juli 1950 die Eingemeindung von Schaddel nach Großbothen. Durch die zweite Kreisreform in der DDR im Jahr 1952 wurde Schaddel als Ortsteil von Großbothen dem Kreis Grimma im Bezirk Leipzig angegliedert, der ab 1990 als sächsischer Landkreis Grimma fortgeführt wurde und 1994 im Muldentalkreis bzw. 2008 im Landkreis Leipzig aufging. 1991 wurde der Kulturförderverein Schaddelmühle mit Sitz in der gleichnamigen Mühle gegründet. Durch die Hochwasser 2002 und 2013 waren die Gebäude stark betroffen.
Bei der Auflösung der Gemeinde Großboten kam Schaddel am 1. Januar 2011 mit den vier weiteren nördlichen Ortsteilen – Großbothen, Kleinbothen, Kössern und Förstgen zur Großen Kreisstadt Grimma. Seitdem bildet Schaddel mit Großboten und Kleinbothen die Ortschaft Großbothen.

### Entwicklung der Einwohnerzahl
| Jahr    | Einwohnerzahl                              |
| ------- | ------------------------------------------ |
| 1548/51 | 14 besessene Mann, 7 Inwohner, 3 1⁄4 Hufen |
| 1764    | 10 besessene Mann, 8 Häusler, 3 1⁄4 Hufen  |
| 1834    | 124                                        |

| Jahr | Einwohnerzahl |
| ---- | ------------- |
| 1871 | 126           |
| 1890 | 121           |
| 1910 | 214           |

| Jahr | Einwohnerzahl |
| ---- | ------------- |
| 1925 | 203           |
| 1939 | 197           |
| 1946 | 256           |

## Sehenswürdigkeiten
- Die Schaddelmühle gibt es mindestens seit 1525. Seit 1991 ist sie Sitz des Kulturfördervereins Schaddelmühle.

## Mit Schaddel verbundene Persönlichkeiten
- Astrid Dannegger (* 1940), Keramikerin
- Horst Georg Skorupa (1941 – 2004), Keramiker